# Ahmed Yaghoti
Ahmed Yaghoti (in persiano احمد یاقوتی‎; Ardabil, 2 settembre 1951) è un pallanuotista iraniano, che ha partecipato alle Olimpiadi di Montréal 1976.
Oltre al torneo olimpico del 1976, ha gareggiato ai Giochi asiatici del 1974, vincendo una medaglia d'oro.